# 11 Bit Studios
11 bit studios es una empresa de desarrollo de juegos que tiene la sede en Varsovia. La empresa se formó oficialmente el 11 de septiembre de 2010, fundada por los antiguos desarrolladores y miembros de CD Projekt y Metropolis Software. En 2019 ya trabajan aproximadamente setenta personas.
El objetivo de la compañía es crear juegos adecuados tanto para los jugadores hardcore como para los casuales, y hacer que los juegos estén fácilmente disponibles a través de la distribución digital. Los estudios de 11 bits implementan y entregan juegos a todas las plataformas de juegos principales, incluidas videoconsolas, computadoras y dispositivos portátiles. Son más conocidos por sus juegos moralmente desafiantes, que a menudo obligan a sus jugadores a pensar en las elecciones que han hecho de una manera ética, un elemento raro en los videojuegos modernos. También son conocidos por su galardonado juego, Anomaly: Warzone Earth, una estrategia en tiempo real invertida en la torre de defensa.
Su lanzamiento más reciente, Frostpunk, vendió más de 250,000 copias. Frostpunk representa a una Inglaterra tardía del siglo XIX que ha sido superada por la escarcha.En 2020, se reveló que la empresa estaba invirtiendo 21 millones de dólares para financiar el desarrollo de tres proyectos y cuatro juegos firmados con sus sellos editoriales. Uno de ellos, Frostpunk 2, se anunció el 12 de agosto de 2021 y salió a la venta el 20 de septiembre de 2024.
| Anomaly: Warzone Earth | Año 2011 | Plataformas Android, iOS, Linux, OS X, Microsoft Windows, PlayStation 3, Xbox 360                  |
| Anomaly: Korea         | Año 2012 | Plataformas:Android, iOS, Linux, OS X, Microsoft Windows                                           |
| Funky Smugglers        | Año 2012 | Plataformas: Android, IOS                                                                          |
| Sleepwalker’s Journey  | Año 2012 | Plataformas:Android, IOS                                                                           |
| Anomaly 2              | Año 2013 | Plataformas Android, iOS, Linux, OS X, Microsoft Windows, PlayStation 4                            |
| Anomaly Defenders      | Año 2014 | Plataformas: Android, iOS, Linux, OS X, Microsoft Windows                                          |
| This War of Mine       | Año 2014 | Plataformas Android, iOS, Linux, OS X, Microsoft Windows, PlayStation 4, Xbox One, Nintendo Switch |
| Frostpunk              | Año 2018 | Plataforma: Microsoft Windows                                                                      |

| Spacecom          | Año 2014 | Plataformas: Android, Linux, OS X, Microsoft Windows                                  |
| Beat Cop          | Año 2017 | Plataformas: Android, Linux, OS X, Microsoft Windows                                  |
| Tower 57          | Año 2017 | Plataformas: Linux, OS X, Microsoft Windows                                           |
| Moonlighter       | Año 2018 | Plataformas: Linux, OS X, Microsoft Windows, PlayStation 4, Xbox One, Nintendo Switch |
| Children of Morta | Año 2019 | Plataformas: Microsoft Windows, Playstation 4, Xbox One.                              |